# Мария Луиза Орлеанская
Мария Луиза Орлеанская (фр. Marie Louise d'Orléans; 27 марта 1662, Париж, Королевство Франция — 12 февраля 1689, Мадрид, Испания) — французская принцесса, супруга короля Испании Карла II. По отцу была внучкой французского короля Людовика XIII, по матери — английского короля Карла I.

## Детство
Мария Луиза Орлеанская родилась 27 марта 1662 года в парижском Пале-Рояль. Отцом девочки был младший брат французского короля Людовика XIV — Филипп, герцог Орлеанский, матерью — Генриетта Стюарт, младшая дочь короля Англии Карла I и Генриетты Марии Французской. Мария Луиза была старшим ребёнком в семье: кроме неё у герцогской четы было две дочери и сын, однако зрелого возраста достигли только сама Мария Луиза и Анна Мария. Будучи внучкой французского короля по мужской линии, Мария Луиза имела право на титул внучка Франции (фр. petite-fille de France), а также обращение Королевское высочество. При дворе принцесса, как старшая незамужняя дочь герцога Орлеанского и его супруги, именовалась мадемуазель.
Очаровательная, прелестная и грациозная Мария Луиза была любимой дочерью отца, хотя при дворе ходили слухи, что отец принцессы король Людовик XIV или граф де Гиш. Большую часть своего детства Мария Луиза провела в Пале-Рояль и резиденции герцогов Орлеанских — шато де Сен-Клу на окраине Парижа. В детстве Мария Луиза много общалась со своими царственными бабушками: Анной Австрийской, которая души в ней не чаяла и завещала ей внушительную долю своего состояния, и Генриеттой Марией Французской, которая жила в Шато-де-Коломб, где принцесса познакомилась со своей кузиной Анной, будущей королевой Англии. После смерти Генриетты Марии Французской принцесса Анна оставалась при французском дворе под присмотром матери Марии Луизы и много времени проводила с дочерьми герцогской четы.
В 1669 году у Марии Луизы родилась сестра, названная Анной Марией. Мария Луиза присутствовала на крещении девочки в начале 1670 года, а уже в июне того же года умерла их мать. В 1671 году отец Марии Луизы женился на Елизавете Шарлотте Пфальцской, которая была известна под уменьшительно-ласкательным прозвищем Лизелотта и, как и мать девочки, была потомком короля Якова I. Елизавету Шарлотту в отличие от деятельной Генриетты Стюарт, которая к тому же росла при французском дворе, придворные принимали холодно. Вследствие такого отношения двора, а также гомосексуальных связей супруга, которые он не скрывал, Лизелотта обратила всё своё внимание на дочерей Филиппа, которым она фактически заменила мать, а также троих своих детей, рождённых в 1673, 1674 и 1676 годах. Мария Луиза, как и её сестра, была очень близка с мачехой.

## Замужество
Европа в то время находилось в состоянии постоянных войн и потрясений, поэтому её отец и дядя-король видели потенциальный брак Марии Луизы с представителем испанского королевского дома как отличный шанс установить хорошие отношения между двумя странами. Неприязнь между нациями обуславливалась военными действиями Людовика в Испанских Нидерландах. По легенде, когда шестнадцатилетней принцессе сообщили о том, что ей предстоит стать королевой Испании, между ней и королём Людовиком состоялся следующий разговор:
Людовик XIV: Я не мог бы сделать большего для собственной дочери. 

Мария Луиза: Да, сир, но Вы могли бы сделать большее для своей племянницы.
30 августа 1679 года во дворце Фонтенбло состоялась брачная церемония, где в качестве жениха, по доверенности Карла, присутствовал кузен невесты Людовик Арман, принц Конти. До середины сентября проводились официальные мероприятия в честь новой королевы Испании. Перед отъездом на свою новую родину Мария Луиза посетила монастырь Валь-де-Грас, где покоилось сердце её матери. Во Францию она больше не возвращалась.
19 ноября 1679 года настоящая свадебная церемония состоялась в Кинтанапальи, близ Бургоса в Испании. Это стало началом очень одинокого пребывания при испанском дворе.
Муж до безумия влюбился в Марию Луизу, чьи красота и очарование были общепризнаны, и оставался верен своей страсти до конца своих дней. Но, несмотря на поклонение мужа, Мария Луиза бесконечно страдала от строжайшего соблюдения придворными церемониала (когда никто не смел даже прикоснуться к королеве) и от невозможности зачать ребёнка. Очень скоро королева стала выказывать признаки депрессии.
Французская прислуга королевы была обвинена в заговоре против короля и его семьи, а одна из личных горничных Марии Луизы даже подверглась пыткам на допросе. Нелюбовь и недоверие двора к молодой французской принцессе подкреплялось народным отторжением Марии Луизы. У стен мадридского дворца, где жила Мария Луиза, даже проводили антифранцузские выступления.
В отличие от праздничных и веселых Версаля, Пале-Рояля и замка Сен-Клу, где она провела юность, её новый дом был строгим, тёмным и удручающим. Отдушиной для королевы были визиты во дворец Буэн-Ретиро, где ей было позволено держать французских лошадей. Но любимым местом в Мадриде для неё стал Королевский дворец в Аранхуэсе.
После мучительных десяти лет брака у Марии Луизы и Карла так и не появилось детей. Стресс от невозможности забеременеть, враждебная атмосфера во дворце, постоянные мысли о семье, оставшейся во Франции, привели к тому, что Мария Луиза стала очень много есть. К 26 годам королева набрала изрядный избыточный вес.
11 февраля 1689 года после прогулки верхом Мария Луиза почувствовала боль в животе. Она пролежала весь вечер в постели, а на следующий день скончалась. По словам свидетелей, на смертном одре королева сказала своему мужу: «Ваше Величество может снова жениться, но никто не будет любить Вас, как люблю я».
Кончина жены была сильнейшим ударом для Карла II. Во дворце строили предположения, что могло послужить причиной внезапной смерти Марии Луизы. Ходили слухи, что королева была отравлена по приказу свекрови (якобы из-за невозможности подарить королю наследника), но это не соответствовало действительности — Марианна Австрийская также тяжело переживала потерю снохи. Более правдоподобным объяснением смерти Марии Луизы является острый приступ аппендицита.
Мария Луиза Орлеанская умерла на двадцать седьмом году жизни, так же как и её мать, и племянница Мария Аделаида Савойская.
Вскоре после похорон испанское правительство приступило к поискам второй жены для короля. Основными кандидатками считались итальянская принцесса Анна Мария Луиза Медичи и немецкая принцесса Мария Анна Пфальц-Нейбургская. Когда королю показали портреты претенденток, он сказал: «Дама из Тосканы хороша, и дама из Нюрнберга недурна собой». Но потом Карл отвернулся и, глядя на портрет Марии Луизы, закончил: «Но эта дама была прекрасней всех».

## В культуре
Мария Луиза Орлеанская стала одним из центральных персонажей романа Александра Дюма-отца «Две королевы» (1864).

## Комментарии
1. ↑  Именование мадемуазель[фр.] давалось старшей незамужней дочери герцога Орлеанского и его супруги, известных при дворе как месье и мадам. Остальные дочери герцогской четы именовались по одному из апанажей отца; так, младшая сестра Марии Луизы, Анна Мария, первоначального именовалась мадемуазель де Валуа.